# Катастрофа DC-4 на озере Мичиган
Катастрофа DC-4 на озере Мичиган — крупная авиационная катастрофа пассажирского самолёта Douglas DC-4 авиакомпании Northwest Airlines, произошедшая ночью в пятницу 23 июня 1950 года. Авиалайнер с 58 людьми на борту выполнял полёт над озером Мичиган, когда исчез при пролёте грозы. Поисковые службы обнаружили только масляное пятно на воде в районе Бентон-Харбора (штат Мичиган) и отдельные обломки, однако ни сам самолёт, ни кого-либо из людей обнаружить не удалось. Все 58 человек были признаны погибшими, что на то время делало эту катастрофу крупнейшей катастрофой самолёта на североамериканском континенте.

## Самолёт
Douglas C-54A-DC Skymaster (встречается также обозначение модели «C-54-A-1-DC») с заводским номером 10270 был выпущен компанией Douglas в 1943 году и получил регистрационный номер 42-72165. В официальном отчёте точная дата изготовления самолёта указана как 5 сентября 1943 года. По другим данным, это дата передачи борта 42-72165 заказчику — американским ВВС. На военной службе данный борт проработал до окончания Второй мировой войны, после чего 18 сентября 1946 года вернулся в Douglas Aircraft Company, где был переделан в гражданский вариант — Douglas DC-4. Следующим владельцем авиалайнера стала венесуэльская авиакомпания Lineas Aereas Venezolanas, которая сперва присвоила ему бортовой номер YV-AAG, а после YV-AHE. Но уже в 1947 году лайнер под бортовым номером N91078 вернулся обратно в Douglas. 11 апреля 1947 года самолёт был продан американской авиакомпании Northwest Airlines (сама она себя в рекламе называла Northwest Orient Airlines), где получил регистрационный номер N95425, а с 25 июня 1947 года начал выполнять регулярные рейсы. 25 апреля 1950 года был переделан в грузопассажирский вариант с пассажировместимостью салона 55 мест.
Общая наработка борта N95425 составляла 15 902 часа, в том числе 1692 часа от последнего капитального ремонта. Был оснащён четырьмя силовыми установками, каждая из которых состояла из поршневого двигателя Pratt & Whitney R-2000-2SD13G Twin Wasp, мощностью 1450 л. с. (1070 кВт) каждый, и воздушного винта модели 23E50 фирмы Hamilton Standard. Общая наработка двигателей с первого по четвёртый (слева направо) составляла 8040, 6829, 8935 и 11 129 часов соответственно; наработка воздушных винтов — 4677, 4677, 9854 и 9854 часа соответственно. Наработка всех двигателей и воздушных винтов от последнего капитального ремонта составляла 623 часа. Максимальный взлётный вес авиалайнера был установлен как 71 400 фунтов (32 400 кг).

## Экипаж
Экипаж самолёта состоял из двух пилотов и стюардессы:
- Командир воздушного судна — 35-летний Роберт С. Линд (англ. Robert C. Lind). В Northwest Airlines с 8 мая 1941 года, с 28 апреля 1945 года начал совершать полёты по маршруту Милуоки — Нью-Йорк, а 23 июня 1946 года получил квалификацию пилота самолётов типа Douglas DC-4. Пилот первого класса, имел квалификацию на одно- и многомоторные самолёты с общей мощностью двигателей до 7200 л. с. (5300 кВт). Его общий налёт составлял 8662 часа, в том числе 3968 часов на типе DC-4 и 914 часов полётов в приборных условиях. За последние 90 дней налетал на типе DC-4 105 часов, в том числе 15 раз летал по маршрутам Миннеаполис — Нью-Йорк и Миннеаполис — Вашингтон. За последние 30 дней налетал на типе DC-4 58 часов. Перед роковым полётом отдыхал 24 часа[1].
- Второй пилот — 35-летний Верн Фрэнк Вульф (англ. Verne Frank Wolfe). В Northwest Airlines с 21 мая 1943 года, 8 августа 1946 года получил квалификацию пилота самолётов типа Douglas DC-4. Имел квалификацию на одно- и многомоторные самолёты. Его общий налёт составлял 3821 час, в том числе 470 часов на типе DC-4 и 400 часов полётов в приборных условиях. За последние 90 дней налетал на типе DC-4 82 часа, в том числе 13 раз летал по маршрутам Миннеаполис — Нью-Йорк и Миннеаполис — Вашингтон. Перед роковым полётом отдыхал 24 часа[1].
- Стюардесса — Бонни Энн Фельдман (англ. Bonnie Ann Feldman).

## Хронология событий

### История полёта
Самолёт выполнял пассажирский рейс NW-2501 по маршруту Нью-Йорк — Миннеаполис — Спокан — Сиэтл и в 19:31 вылетел из аэропорта Ла Гуардия. На его борту находились 55 пассажиров, 3 члена экипажа, 2500 галлонов топлива, 80 галлонов масла и 490 фунтов (220 кг) экспресс-почты. Общий взлётный вес авиалайнера составлял 71 342 фунта (32 360 кг), то есть на 58 фунтов (26 кг) меньше максимального допустимого. Центровка также находилась в пределах допустимого. Согласно плану на полёт, крейсерская высота рейса 2501 была установлена как 6000 футов (1800 м). Так как прогнозом погоды на маршруте ожидались грозы, экипаж попросил у диспетчера разрешение следовать на высоте 4000 футов (1200 м), но ему было отказано, так как на этой высоте следовали и другие самолёты.
В 21:49 рейс 2501 пролетал над Кливлендом (штат Огайо), когда экипаж, связавшись с диспетчерским центром, вновь запросил разрешения снизиться до высоты 4000 футов (1200 м), что на сей раз было одобрено. Спустя ещё 40 минут (около 22:29) диспетчер дал указание рейсу 2501 снизиться до высоты 3500 футов (1100 м). Это было вызвано тем, что на пересекающемся направлении на восток на высоте 5000 футов (1500 м) следовал другой рейс, который, пролетая над озером Мичиган, попал под воздействие сильной турбулентности, из-за чего с трудом мог сохранять заданную высоту. В такой ситуации безопасный интервал по высоте 1000 футов (300 м) мог быть нарушен, во избежание чего рейс 2501 и был снижен на 500 футов (150 м).
В 22:51 с самолёта доложили, что прошли Батл-Крик (штат Мичиган) на высоте 3500 футов (1100 м) и рассчитывают достичь Милуоки (штат Висконсин) в 23:37. В 23:13 авиалайнер пролетал близ Бентон-Харбора, когда экипаж запросил разрешение снизиться и следовать на высоте 2500 футов (760 м), при этом не объяснив причину. Но диспетчер не мог сразу ответить на такую просьбу, так как ему для этого нужно было разрешение от другого диспетчера. Затем рейсу 2501 было сообщено, что ему не разрешается снижаться до высоты 2500 футов (760 м). Экипаж в 23:15 подтвердил получение этой информации, что стало последним сообщением с борта N95425.

### Исчезновение самолёта
В 23:37 радист авиакомпании Northwest из Милуоки связался с офисами авиакомпании в Нью-Йорке (аэропорт Ла Гуардия) и Миннеаполисе, а также с диспетчерским центром в Чикаго, и доложил, что вот уже 10 минут, как рейс 2501 опаздывает с докладом о пролёте Милуоки (переданное в 22:51 оценочное время «23:37» радист ошибочно интерпретировал как «23:27»). В 23:45 радист из Милуоки связался с центром в Мэдисоне (штат Висконсин) и запросил попытаться связаться с пропавшим самолётом на всех частотах (в Милуоки аппаратура для этого была неисправна). В 23:58 Чикагский диспетчерский центр по просьбе авиакомпании предупредил о случившемся воздушные и водные спасательные службы, в том числе военно-воздушные силы, военно-морские силы, береговую охрану, а также полицию штатов Висконсин, Иллинойс, Индиана и Мичиган. В 05:30 24 июня, когда у самолёта должно было закончиться топливо, а он так до сих пор никуда не прибыл, была объявлена чрезвычайная ситуация.

### Поисковые работы
На рассвете 24 июня на озере Мичиган развернулись активные работы по поиску пропавшего борта N95425. Вечером в 18:30 катер «Woodbine» из береговой охраны в 18 милях (29 км) северо-северо-западней Бентон-Харбора обнаружил на поверхности озера масляное пятно, обломки самолёта и его бортовой журнал. На следующий день (25 июня) в 05:30 в этом месте начались подводные поисковые работы с использованием гидролокатора, а заодно и водолазов, причём последние опускались в воду в местах, где локатор обнаруживал крупные объекты. Глубина в этом районе составляла 150 футов (46 м), а дно покрывал ещё слой ила толщиной 30—40 футов (9—12 м). Видимость под водой по оценке не превышала 8 дюймов (203,2000000 мм), что сильно ограничивало возможности водолазов, поэтому дополнительно дно также прочёсывали и якорем-кошкой, но это не принесло результаты.
После двух дней работ военно-морские силы объявили о выходе из поисковой операции из-за сложных погодных условий, а также потому, что не было найдено никаких улик, доказывающих, что самолёт уцелел или кто-то на его борту выжил. Дальнейшие поисковые работы теперь вели самолёты и береговая охрана. Были обнаружены 14 затонувших кораблей, но борт N95425 исчез в глубинах озера. Найдены были лишь обломки, которые сохраняли плавучесть: поплавок из топливного бака, поролоновые подушки, одеяла, подлокотники, а также фанерные листы пола и отдельные деревянные части. Также нашли несколько фрагментов тел, но по ним установить личности не удалось. Изучив характер повреждений, нанесённых найденным вещам острыми кромками разрушившегося фюзеляжа, было установлено, что авиалайнер упал в воду на высокой скорости около 400 миль/ч носом вниз и с завалом влево. Никаких признаков, что на борту до момента катастрофы был пожар, комиссия на обломках не обнаружила.
Все 58 человек на борту были объявлены погибшими. На то время это была крупнейшая катастрофа самолёта не только в стране, но и во всей Северной Америке. Вторая крупнейшая авиакатастрофа в стране после гибели дирижабля «Акрон» (73 погибших).

## Расследование

### Предварительные данные
Изучив журналы по выполнению технического обслуживания борта N95425, следователи не обнаружили в них никаких нарушений. Когда перед полётом была проведена проверка работы индикаторов в кабине, экипаж сказал, что «механика окей» (англ. mechanically okay). Таким образом, авиалайнер был полностью готов для выполнения полёта. Далее на протяжении всего полёта рейса 2501 экипаж при радиопереговорах с землёй не сообщал о каких-либо проблемах на борту. Хотя незадолго до происшествия был сделан запрос на снижение высоты полёта до 2500 футов (760 м), однако нет никаких свидетельств, что имелись сложности с продолжением полёта на высоте 3500 футов (1100 м). Также не объявлялось чрезвычайное положение.
Что до экипажа, то оба пилота прибыли в офис авиакомпании Northwest в аэропорту Ла Гуардия в 16:00 EST (18:00 CST), то есть за час до предполагаемого времени вылета рейса 2501. Среди документов на выполнение полёта находился и прогноз погоды на маршруте, согласно которому на участке от Детройта до Миннеаполиса ожидалась гроза, сопровождаемая турбулентностью от сильной до умеренной на высотах свыше 10 000 футов (3000 м) и слабее умеренной ниже 10 000 футов (3000 м). Потому-то экипаж затем и запросил у диспетчера разрешение лететь на высоте 4000 футов (1200 м), вместо 6000 футов (1800 м), но ему в этом было отказано. Также в авиакомпании в 15:45 был составлен специальный прогноз следующего содержания: 

Рассеянные грозы вдоль и к востоку от холодного фронта, высота [нижней границы] от 3000 до 4000 футов, вершины от 30 000 до 40 000 футов. Турбулентность в грозе по всем высотам умеренная и сильная, ниже грозы — умеренная. Рекомендуется выполнять полёты на высоте менее 10 000 футов, проявлять осторожность во фронтальной зоне. Ожидается, что активность достигнет пикового значения между 22:30 23 числа и 04:00 24-го числа EST, а также возможно в течение вечера образование линии шквалов (англ. squall line) перед фронтом.
В 18:45 (20:45 CST) в офис авиакомпании поступил новый прогноз по улучшению погоды. Этот прогноз был передан и диспетчеру в Нью-Йорке, но так как рейс 2501 к тому времени уже вышел из зоны Нью-Йоркского диспетчерского центра, то эти данные не были до него доведены. Затем в 21:33 Бюро погоды выдало региональный прогноз на период с 22:00 23-го по 01:00 24-го числа, согласно которому предсказывалось расширение зоны грозовой активности и линии шквалов от южной части Висконсина на восток до нижнего Мичигана и далее на юг. Южная граница шквальной линии по данным на момент происшествия проходила к западу от Бентон-Харбора. До исчезновения рейса 2501 оставалось 100 минут (1 час 40 минут), когда этот прогноз по телетайпу в службу предупреждения полётов о погоде (англ. Flight Advisory Weather Service). Но сотрудник данной службы не был обязан доводить этот прогноз до находящихся в данном районе рейсов, а потому не стал просить диспетчера предупредить летящие вдоль грозы самолёты о погодной ситуации. Метеоролог авиакомпании посчитал ошибочной информацию о существовании шквальной линии, поэтому не стал сообщать о ней рейсу 2501.
Были опрошены экипажи самолётов, которые пролетали над южной частью озера Мичиган в течение часа до и после происшествия. Пилоты сообщали, что столкнулись с турбулентностью, которая была от сильной до умеренной, часто наблюдались молнии между облаками, а также между облаками и землёй, но зато не было града. Несколько самолётов успешно обошли грозу с южной стороны. Три вылетевших из Детройта самолёта вернулись после полуночи, когда столкнулись с турбулентностью на границе грозы. Причём пилоты одного из них позже рассказали, что пытались пролететь над грозой, но не смогли, так как облака были высотой 30 000 футов (9100 м).
На основании прогнозов погоды и показаний пилотов был сделан вывод, что метеоусловия над южной частью озера Мичиган были очень сложными, а южная граница грозы проходила как раз над местом происшествия, либо рядом с ним.

### Анализ данных
Найденные небольшие фрагменты самолёта, что плавали на воде, давали основание предположить, что столкновение с водой произошло на высокой скорости. Однако по ним нельзя было точно определить, была ли на борту до столкновения с водой какая-либо неисправность. Экипаж во время радиопереговоров также не сообщал о каких-нибудь проблемах на борту. Хотя данные из записей по техническому обслуживанию и результаты предполётной проверки дают основания судить, что авиалайнер был пригоден для выполнения полёта.
Известно только, что перед падением в воду самолёт пролетал грозу, сопровождающуюся сильной турбулентностью. На основании этого были выдвинуты две версии о причинах катастрофы: из-за больших перегрузок разрушилась конструкция планера (как, например, в случае с катастрофой близ Досона в 1968 году), либо в условиях турбулентности самолёт вышел из-под контроля экипажа, после чего перешёл в штопор (как, например, в случае с катастрофой под Иссуденом в 1958 году). Однако по имеющимся данным, в том числе тех немногих найденных фрагментов авиалайнера, нельзя было точно определить, какая из этих двух причин имела место .

## Причина
1. Авиакомпания, экипаж и самолёт имели необходимые сертификаты для выполнения полёта.
2. Перед взлётом экипаж был надлежащим образом проинструктирован относительно погоды на маршруте, включая информацию о грозовой деятельности и возможном образовании линии шквальных ветров.
3. За 1 час 40 минут до происшествия, когда авиалайнер уже находился в пути, был выдан прогноз, который содержал в себе данные о развитии и расположении линии шквалов. Но этот прогноз до экипажа рейса 2501 не был доведён.
4. С самолёта на протяжении всего полёта не поступало докладов о нарушениях в работе систем самолёта или какого-либо из компонентов конструкции.
5. В 23:13 рейс 2501 запросил меньшую высоту, однако из-за враждебного (пересекающегося) рейса этот запрос был отклонён.
6. На момент происшествия примерно в этом же месте проходила линия шквальных ветров.
7. Несмотря на активные надводные и подводные поиски, авиалайнер обнаружить не удалось, за исключением отдельных фрагментов.

Из-за недостаточности улик, комиссия от Совета по гражданской авиации не смогла назвать причину катастрофы.

## Память о катастрофе
Найденные фрагменты тел были захоронены на кладбище Ривервью (англ. Riverview Cemetery) в Сент-Джозефе (штат Мичиган). Над захоронением установлен памятный чёрный камень, на котором высечены имена всех, кто погиб в трагедии рейса 2501.

### Комментарии
1. ↑  В отчёте модель самолёта указана как прежняя военная — Douglas C-54A-DC Skymaster
2. ↑  Здесь и далее по умолчанию указано Центральноамериканское время